# Cupressus humilis
Cupressus humilis är en cypressväxtart som beskrevs av Richard Anthony Salisbury. Cupressus humilis ingår i släktet cypresser, och familjen cypressväxter. Inga underarter finns listade i Catalogue of Life.